# Родолия
Родолия (лат. Novius cardinalis) — вид жуков божьих коровок из подсемейства Ortaliinae. Имеет космополитное распространение, родиной является Австралия. Является первым видом насекомых, успешно использованным для биологического контроля вредителей. Начиная с конца XIX века интродуцирован во многие страны для уничтожения опасного вредителя цитрусовых австралийского желобчатого червеца. В течение года может развиваться до 7—8 поколений. Описан французским энтомологом Этьеном Мюльсаном под названием Vedalia cardinalis.

## Описание
Жуки овальной формы длиной 3,8—4,3 мм. Голова и щиток чёрные. Усики короткие. Наличник перед глазами не выступает. Переднеспинка с чёрной полосой у основания. Лапки кажутся четырёхчлениковыми. Самки обычно крупнее самцов.
Личинки имеют четыре возраста. Только что вылупившиеся личинки розоватого цвета с тёмно-коричневой головой. Тело их удлинённое, сужающееся к концу.
Яйца красные, удлинённо-эллиптические или продолговатые, длиной 0,7 мм и шириной 0,34 мм.
| Возраст     | Длина тела, мм | Ширина головы, мм | Продолжительность развития при 26 ± 3 °С, дней |
| ----------- | -------------- | ----------------- | ---------------------------------------------- |
| I возраст   | 0,8 ± 0,05     | 0,18 ± 0,01       | 3,88 ± 0,52                                    |
| II возраст  | 1,63 ± 0,24    | 0,25 ± 0,05       | 3,64 ± 0,77                                    |
| III возраст | 3,02 ± 0,32    | 0,36 ± 0,05       | 2,75 ± 0,46                                    |
| IV возраст  | 4,86 ± 0,48    | 0,51 ± 0,17       | 5,64 ± 0,37                                    |

|  |
|  |

## Биология
Вид считается узкоспециализированным хищником опасного вредителя цитрусовых австралийского желобчатого червеца (Icerya purchasi), питается также другими червецами и щитовками из семейств Pseudococcidae, Diaspididae, Margarodidae и Dactylopiidae. В литературе имеются сведения о питании другими равнокрылыми, но они требуют перепроверки.
Самки откладывают яйца по отдельности или парами на тело самок червеца. В течение жизни самка способна отложить от 300 до 800 яиц. Вылупление личинок происходит через 3—5 дней. Продолжительность развития личинок составляет около 20 дней. Личинки родолии питаются яйцами и личинками червеца. В течение жизни одна личинка уничтожает до 132 яиц. Личинки четвёртого возраста и имаго родолии питаются взрослыми червецами.
За два дня перед окукливанием личинка прекращает питаться и покрывается светло-серым налётом. Куколка развивается 3—5 дней. Имаго появляются путем разделения куколки от переднего конца до середины восьмого брюшного сегмента. Спаривание происходит вскоре после выхода из куколки и может происходить несколько раз в течение жизни и может продолжаться до 30 минут.
В лаборатории имаго могут жить до трёх месяцев, питаясь пыльцой и нектаром. Личинки Novius cardinalis при совместном обитании могут съедать или вытеснять другие виды родолий (Novius iceryae, Novius koebelei и Novius amabilis). Общая продолжительность развития от яйца до имаго занимает по разным оценкам от 13 до 168 дней. В течение года может развиваться до 7-8 поколений.

## Хозяйственное значение
Божья коровка Novius cardinalis является первым видом энтомофагов, успешно использованным для контроля численности насекомых-вредителей. Вид в Австралии известен с 1847 года, но описан был только в 1850 году французским энтомологом Этьеном Мюльсаном под названием Vedalia cardinalis.
В 1880-х годах в Калифорнии случилась сильная вспышка численности червеца, которая поставила на грань разорения фермеров, выращивающих цитрусовые. Выступая на съезде плодоводов в Риверсайде, Чарлз Валентайн Райли предположил, что если родиной червеца является Австралия, то можно попытаться найти его естественного врага и использовать его для уничтожения вредителя. По поручению Райли на поиски в Австралию отправился Альберт Кёбеле. Кёбеле впервые обнаружил божьих коровок родолий, питающихся червецом в саду Аделаиды 15 октября 1888 года. В 1888 и 1889 он переправил найденных им жуков Novius cardinalis в Калифорнию, где Даниель Кокилет провёл эксперименты для подбора оптимальных условий для массового выращивания этого вида. К 12 июня 1889 года Кокилет раздал 10 555 божьих коровок 228 садоводам. К 18 октября 1889 года коровки освободили плантации от червеца. Поставки апельсинов из округа Лос-Анджелес за год увеличились с 700 до 2000 вагонов. Родолия была названа чудом энтомологии. Стоимость проекта составила около 1500 долларов. Японскими учёными разработаны искусственные питательные среды для массового разведения родолии.
После успешного испытания родолии она была интродуцирована в более 60 стран. В северном Ираке родолия вымерзает, поэтому здесь используют метод сезонной колонизации. В Советский Союз родолия завезена Николаем Фёдоровичем Мейером из Египта в 1931 году. В 2009—2011 годах она была завезена на Галапагосские острова. В Германии, Швейцарии и Албании родолия включена в списки чужеродных видов.
Способен уничтожить до 90—95 % особей вредителя. Инсектициды пирипроксифен, феноксикарб и бупрофезин, используемые против червеца, подавляют окукливание родолии и вызывают гибель куколок.

## Распространение
Родиной является Австралия, вследствие интродукции вид стал распространён всесветно. Полностью удается контролировать популяцию червеца в Северной Америке, Аргентине, Перу, Чили, Португалии, Уругвае, Венесуэле, Франции, Италии, Испании, Греции, Марокко, Тунисе, Турции, Египте, Индии, Японии и Новой Зеландии. Существенный контроль вредителя осуществляется в четырёх странах (Россия, Ливия, Багамские острова, Эквадор) и частичный контроль в двух странах (Сейшельские Острова и Маврикий).